# H.E.R.O. (cómic)
H.E.R.O. (O H.É.R.O.E.), fue una serie de historietas estadounidenses, creada para la editorial DC Comics entre 2003 y 2005, teniendo 22 números. La serie fue escrita por Will Pfeifer. Entre los dibujantes, participaron Kano, Leonard Kirk y Dale Eaglesham.
El enfoque de la serie el regreso del concepto del Dial-H, que había sido introducido por primera vez en las páginas de las publicaciones de House of Mystery cuando se presentaron las aventuras de Robby Reed de Dial H para Héroe en la década de 1960. para esta serie, el dial se representó como un objeto con botones en lugar de un Dial y se hizo referencia como "Dispositivo-H".

## Historia sobre la publicación

### Arcos Argumentales y Personajes
A diferencia de las historias anteriores, "H.É.R.O.E." no tenía a uno o dos protagonistas para que se convirtieran en un nuevo héroe en cada historia, pero mostraba que el Dispositivo-H pasaba de portador a portador, examinando cómo reaccionarían diferentes personas ante el repentino don de poderes sobrenaturales otorgados. Hubo una trama secundaria en la que participó Robby Reed (el personaje principal de Dial H for Hero original) que estuvo presente en gran parte de las historias como personaje secundario pero fue clave que permitió conducir la historia final de la serie mientras trataba de encontrar el Dispositivo-H.
- Números 1–4: Jerry Feldon, un asalariado mínimo de la ciudad ficticia de Heaton, Pensilvania , trabajaba como vendedor de helados y gaseosas. Utilizaría el Dispositivo-H para impresionar a una compañera de trabajo llamada Molly. Su trabajo como superhéroe no tuvo éxito con los chicos malos que resultaron gravemente heridos. Después de que Molly recibió un disparo no fatal durante un robo en la heladería en la que trabajó, Jerry voló al espacio y regresó a la normalidad desde el aire intentando suicidarse para luego ser salvado por Superman. Tras este incidente y la recuperación de Molly, Jerry reanudó su vida normal y comenzó a salir con Molly.[1]
- Número 5: Matt Allen, el vicepresidente de Edutech, con sede en Chicago, encuentra y se obsesiona con el uso del Dispositivo-H que le cayó frente a él luego del intento de suicidio de Jerry Feldon. Al final, su esposa Claire lo deja llevando a su hija con el.[2]
- Número 6: Andrea Allen, la hija de Matt Allen y Claire, encuentra el Dispositivo-H mientras se va con su madre. Ella lo usa con dos de sus amigas Julie y Denise, pero ellas comienzan a pelearse por eso y como resultado pierden.[3]
- Números 7–8: El Capitán Chaos, el nombre clave común que un grupo de amigos llamados Mark, Jay, Galen, Craig y Wayne tenían, utilizaron el Dispositivo-H para crear un sitio web que los muestra realizando acrobacias superpoderosas que parecen estar inspiradas en el programa de televisión Jackass.[4]
- Número  9–10: Tony Finch, un criminal de poca monta de Ciudad Gótica, cuya única pretensión de fama era que había sido secuaz del Joker en algún momento, utilizaría el Dispositivo-H en un esfuerzo por convertirse en un protagonista en el submundo criminal de Ciudad Gótica, pero lo abandona cuando el Joker se interesa por su ex-Secuaz y termina en Arkham Asylum.[5]
- Número 11: Un cavernícola neandertal de hace 50,000 años en un territorio de la Edad de Piedra en lo que se convertiría en Alemania actual encuentra el Dispositivo-H y se convierte en la versión de Superman de su era. Nunca se transforma de nuevo y, como un anciano, arroja el Dispositivo-H al espacio y abandona la Tierra para ir a la Luna donde muere.[6]
- Número 12-14: Joe Hamill es un trabajador de la construcción que se encontró el Dispositivo-H, en el edificio donde Tony Finch se había encontrado el dispositivo la última vez. Utilizaría el Dispositivo-H para convertirse en una mujer superpoderosa llamada Shocking Suzi. Al final, perdería el Dispositivo-H y queda atrapado en una forma femenina.[7]

### Arco final y desenlace
- Número  15–22: En las historias contadas entre el #15 y el #22 reúnen todos los elementos de cada historia presentadas en los números anteriores. Robby Reed pasaría a ser el personaje principal cuando intenta detener a un asesino en serie que ha obtenido el Dispositivo-H y ganando el superpoder de usar cualquier poder que se le ocurra. La mayoría de los otros personajes de cada arco en sus historias autoconclusivas anteriores son reclutados por Reed o asesinados por el asesino en serie.[8] Robby comienza contándole a Jerry Feldon su pasado, lo que hace que sus superpoderes se activen.[8] Robby y Jerry viajan para encontrar al asesino en serie mientras evitan a la policía.[9] Robby y Jerry se encuentran con el asesino en serie logrando luchar contra él hasta que el asesino en serie se aleja matando a Jerry.[10] Tony Finch acepta trabajar para el asesino en serie luego de salir de Arkham Asylum.[11] Wayne del grupo del Capitán Chaos se pone del lado de Robby Reed después de que el asesino en serie mató a Mark, Jay, Galen y Craig y luego de dejar ser al ser superpoderoso a Wayne. Inmediatamente de que sus poderes se activan, Matt Allen acepta ayudar a Robby Reed luego de que Andrea es capturada por el asesino en serie.[12] Robby y Matt lograron rescatar a Andrea a costa de la vida de Wayne.[13] Luego,Tony se vuelve contra el asesino en serie dándole tiempo a Robby Reed, Matt Allen y a Andrea Allen para poder derrotarlo sacrificando su propia vida. También se demostró que los poderes del Dispositivo-H se habían transferido al hijo de Jerry Feldon. La serie finaliza con el envío del Dispositivo-H através de un viaje en el tiempo al pasado por parte de Robby Reed, donde el Neanderthal lo encuentra en el número 11.[14])

## Ediciones recopilatorias
Parte de la serie ha sido recopilada como un libro recopilatorio comercial:
- Poderes y habilidades (recopila HERO Vol. 1 # 1-6, 144 páginas, DC Comics, noviembre de 2003, ISBN 1-4012-0168-7)[15])